# Ich weiß alles!

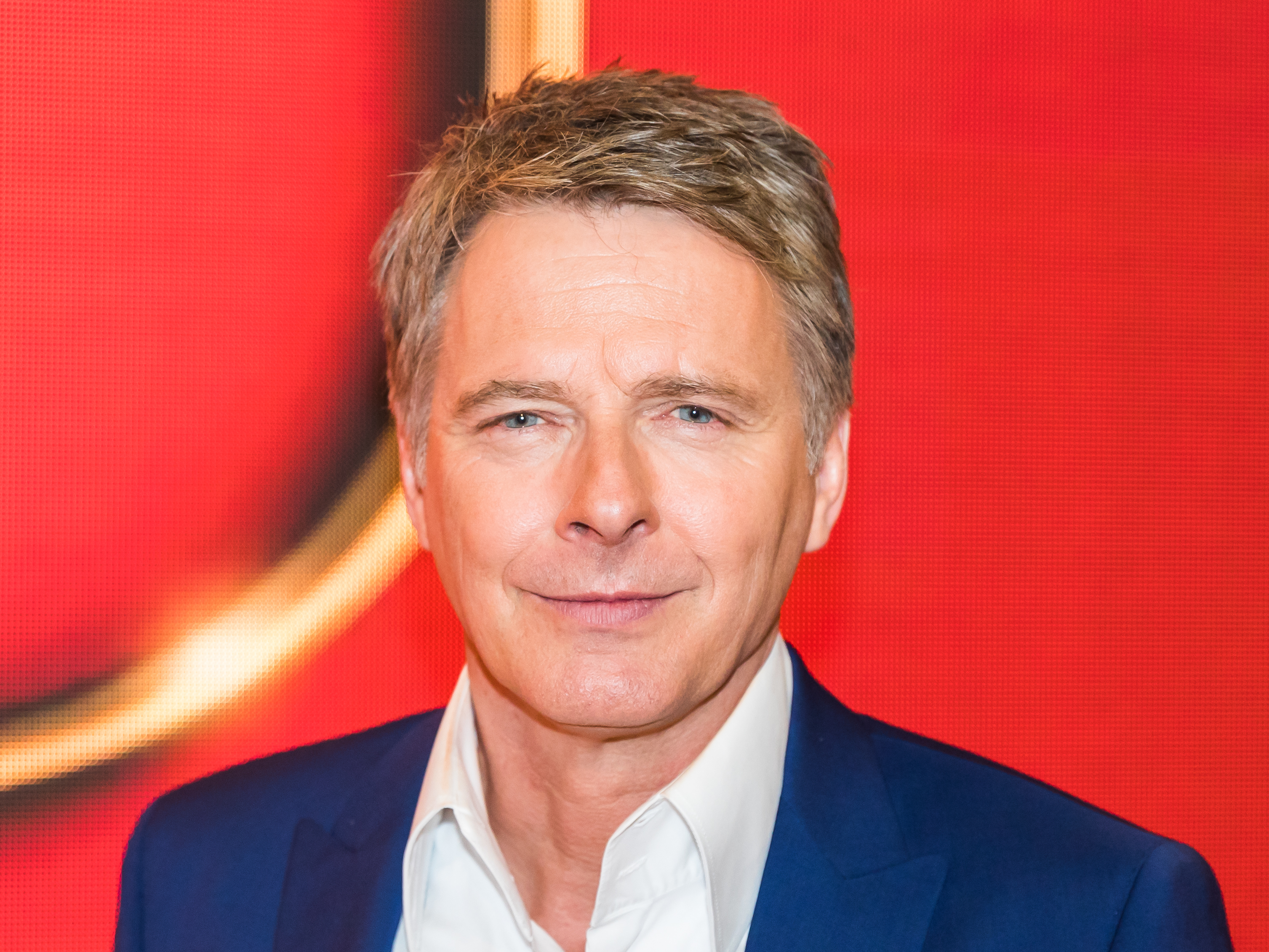
Moderator Jörg Pilawa

Ich weiß alles! war eine deutschsprachige Quizsendung für Deutschland, Österreich und die Schweiz, die von Jörg Pilawa moderiert wurde. In Staffel 1 wurden die Sendungen in den MMC Studios Köln aufgezeichnet, in Staffel 2 und 3 im Studio Berlin Adlershof.
In Deutschland konnten die Zuschauer gleichzeitig vor den Fernsehschirmen mit der ARD Quiz App mitspielen und somit ebenfalls Punkte sammeln. Unter den Mitspielenden vor den Fernsehschirmen wurden am Ende der Sendung zehnmal 50 Euro ausgelost.
Als Nachfolger diente das Format Quiz ohne Grenzen.

## Modus und Regeln
Ziel ist es, als Kandidat in vier Runden zu siegen und 100.000 Euro zu gewinnen. Das Quiz verläuft dabei als ein Spiel eines einzelnen Kandidaten, der gegen einen der vier Experten, danach das Publikum (in der ersten Folge Die 1000) und anschließend die drei Quizmaster  Günther Jauch (Wer wird Millionär?),  Armin Assinger (Die Millionenshow) und  Susanne Kunz (1 gegen 100) antritt. Darauf folgt ein Finale zwischen allen in den drei ersten Runden erfolgreichen Kandidaten. Es gibt keine Joker.

### Expertenrunde
In der ersten Runde tritt ein Kandidat gegen einen von vier Experten an, die jeweils ein Wissensgebiet vertreten. Die Kategorien wie auch die Experten variieren dabei von Sendung zu Sendung. In jedem Wissensgebiet tritt der Kandidat gegen einen Experten in einem direkten Duell an. Die Fragen in der Runde werden als Multiple-Choice-Fragen mit drei Antwortmöglichkeiten dargestellt. Jeder darf zunächst eine eingeloggte Antwort wieder verändern. Drückt allerdings einer der Duellanten den Buzzer (in der ersten Folge OK-Bestätigung), mit dem er für den Gegner einen Countdown von sieben Sekunden startet, die dieser nunmehr für eine Antwort Zeit hat, darf er seine Antwort nicht mehr wechseln. Der Gegner darf sich innerhalb des Countdowns umentscheiden, kennt allerdings nicht die Antwort des anderen. Für die richtige Antwort zur ersten Frage wird ein Punkt vergeben, für die zweite Frage zwei Punkte und für die dritte Frage drei Punkte. Bei Punktegleichstand nach drei Fragen folgt eine Stichfrage (in der ersten Folge Schätzfrage). Wer diese nach schnellerem Buzzern richtig beantwortet, gewinnt; bei einer falschen Antwort ist diese Runde verloren. Wenn dies nicht gelingt, scheidet der Kandidat aus.

### Publikumsrunde
In der zweiten Runde tritt ein Kandidat gegen das Publikum an. In dieser Runde gibt das Publikum seine Entscheidung über Abstimmungsgeräte ab. Das Publikum wird nach Alter und Geschlecht in vier Gruppen aufgeteilt (Frauen über 50, Frauen unter 50, Männer über 50 und Männer unter 50). Nachdem der Moderator die Frage mit drei Antwortmöglichkeiten fertig vorgelesen hat, haben der Kandidat und das Publikum innerhalb von sieben Sekunden die Fragen zu beantworten. Danach darf der Kandidat eine der vier demographischen Gruppen auswählen, gegen die seine Antwort gewertet wird. Die Punktevergabe bleibt gleich. Bei Punktegleichstand nach drei Fragen folgt eine Schätzfrage. Bei eine Schätzfrage haben der Kandidat und das Publikum innerhalb von 15 Sekunden ihre Zahl einzugeben bzw. zu verändern. Danach darf der Kandidat wieder eine der vier Gruppen auswählen, gegen die seiner Schätzung gewertet wird. Wer mit seiner Schätzung am nächsten dran ist, gewinnt. Wenn dies nicht gelingt, scheidet der Kandidat aus.

### Gigantenrunde
In der dritten Runde müssen der Kandidat und die drei Quizmaster (Die Giganten) nacheinander dieselben Fragen beantworten. Dabei muss der Kandidat allein gegen die Quizmaster, die sich beraten dürfen, antreten. Um die Lösung der Quizmaster nicht mitzubekommen, werden dem Kandidaten ein Kopfhörer, aus dem „ohrenbetäubende“ Musik kommt, und eine dunkle Brille aufgesetzt. Die Punktevergabe bleibt gleich. Bei Punktegleichstand nach drei Fragen folgt eine Stichfrage und der Kandidat darf sich einen der drei Quizmaster als Gegner aussuchen. Wer diese Frage nach schnellerem Buzzern richtig beantwortet, gewinnt; bei einer falschen Antwort ist diese Runde verloren. Wenn dies nicht gelingt, scheidet der Kandidat aus.

### Finalrunde
Wer alle drei Runden übersteht, erhält 3.000 Euro und eine Medaille und tritt am Schluss im Finale an. Es müssen fünf Fragen richtig beantwortet werden. In Staffel 1 traten die Finalisten gleichzeitig mit den gleichen Fragen an und hatten drei Antwortmöglichkeiten. Seit der zweiten Staffel treten sie nacheinander mit unterschiedlichen Fragen zu identischen Kategorien an, zu denen keine Antwortauswahl gegeben wird. Wenn dies nicht gelingt, scheidet der Kandidat aus. Sollten beide oder mehrere Kandidaten jeweils alle fünf Fragen richtig beantwortet haben, so entscheidet eine Stichfrage, wer die 100.000 Euro gewinnt. Wer diese nach schnellerem Buzzern richtig beantwortet, gewinnt; bei einer falschen Antwort ist diese Runde verloren.

## Staffel 1

### Folge 1 (8. September 2018)
In der ersten Ausgabe waren diese Experten für die Runde 1 dabei:
- 1A: Thomas Gottschalk (Die Beatles)
- 1B: Ben Becker (Johann Wolfgang von Goethe)
- 1C: Lothar Matthäus (Fußball-Weltmeisterschaften)
- 1D: Til Schweiger (Hollywood)

| Kandidaten | Kandidaten                                                   | Ergebnis | Ergebnis | Ergebnis     |
| ---------- | ------------------------------------------------------------ | -------- | -------- | ------------ |
| 1          | Johannes Vogel (55), Berlin, Professor und Generaldirektor   | 1A       |          |              |
| 2          | Charly Einstein (47), Bern, Unternehmer                      | 1D       |          |              |
| 3          | Michael Adamer (25), Tirol, Student                          | 1C       | Die 1000 |              |
| 4          | Marcel Zumstein (44), Bern, Programmierer                    | 1C       | Die 1000 | Die Giganten |
| 5          | Ingo Rau (42), Zürich, Diplom-Mathematiker                   | 1A       |          |              |
| 6          | Katrin Tanzer (29), Innsbruck, Physikerin                    | 1B       | Die 1000 | Die Giganten |
| 7          | Metin Tolan (53), Dortmund, Professor für Experimentalphysik | 1D       |          |              |
| 8          | Jacqueline Schäfer (52), Berlin, Journalistin                | 1D       | Die 1000 |              |
| 9          | Thomas Rückmann (50), Hamburg, Besitzer einer Punkrock-Bar   | 1C       |          |              |
| 10         | Daniel Hunold (33), Greifswald, BWL-Dozent                   | 1A       | Die 1000 |              |

Es gab kein Finale, da niemand drei Runden überstand. Der Moderator lud die zwei besten Kandidaten, die jeweils in der dritten Runde gegen die Giganten gescheitert waren, zur Revanche in der nächsten Ausgabe ein.

### Folge 2 (6. Oktober 2018)
In der zweiten Ausgabe waren diese Experten für die Runde 1 dabei:
- 1A: Hans Sigl (Die Alpen)
- 1B: Alice Schwarzer (Romy Schneider)
- 1C: Ulrich Wickert (Paris)
- 1D: Martina Hingis (Wimbledon)[9][10]

| Kandidaten | Kandidaten                                             | Ergebnis | Ergebnis     | Ergebnis     | Ergebnis   |
| ---------- | ------------------------------------------------------ | -------- | ------------ | ------------ | ---------- |
| 1          | Bastian Maximilian Fischer (21), Münster, Jura-Student | 1B       | Das Publikum | Die Giganten |            |
| 2          | Heinrich Trapp (67), Dingolfing-Landau, Landrat        | 1D       | Das Publikum |              |            |
| 3          | Zümrüt Gülbay-Peischard (48), Berlin, Jura-Professorin | 1D       |              |              |            |
| 4          | René Waßmer (24), Bad Krozingen, Student               | 1A       | Das Publikum | Die Giganten |            |
| 5          | Michael Marji (32), Rheine, Lehrer                     | 1C       |              |              |            |
| 6          | Florian Steiner (40), Berlin, Arzt                     | 1B       | Das Publikum |              |            |
| 7          | Marcel Zumstein (44), Bern, Programmierer              | 1A       | Das Publikum | Die Giganten | Das Finale |
| 8          | Katrin Tanzer (29), Innsbruck, Physikerin              | 1B       | Das Publikum |              |            |

Marcel Zumstein konnte sich als Einziger in allen drei Runden durchsetzen und beantwortete auch alle fünf Finalfragen richtig; er gewann somit 100.000 Euro.

### Folge 3 (10. November 2018)
In der dritten Ausgabe waren diese Experten für die Runde 1 dabei:
- 1A: Rolando Villazón (Wolfgang Amadeus Mozart)
- 1B: Gloria Fürstin von Thurn und Taxis (Die Windsors)
- 1C: Katarina Witt (Olympische Winterspiele)
- 1D: Tobias Moretti (Thomas Mann)

| Kandidaten | Kandidaten                                              | Ergebnis | Ergebnis     | Ergebnis     | Ergebnis   |
| ---------- | ------------------------------------------------------- | -------- | ------------ | ------------ | ---------- |
| 1          | Sven-Georg Adenauer (59), Gütersloh, Landrat            | 1B       |              |              |            |
| 2          | Rainer Patzl (47), Tulln an der Donau, Vermögensberater | 1C       | Das Publikum | Die Giganten |            |
| 3          | Suzanna Randall (38), München, Astrophysikerin          | 1A       |              |              |            |
| 4          | Daniel Huber (53), Zürich, Redakteur                    | 1D       | Das Publikum |              |            |
| 5          | Benjamin Adrion (37), Hamburg, Student                  | 1D       | Das Publikum | Die Giganten | Das Finale |
| 6          | Stefan Georg (56), Swisttal, Übersetzer                 | 1C       | Das Publikum | Die Giganten |            |
| 7          | Rolf Jordi (40), Spiez, Buchhändler                     | 1A       | Das Publikum |              |            |
| 8          | Daria-Maret Geller (43), Wennigsen, Lehrerin            | 1B       | Das Publikum | Die Giganten | Das Finale |

Im Finale setzte sich Benjamin Adrion gegen Daria-Maret Geller durch und gewann die 100.000 Euro für sein Hilfsprojekt.

## Staffel 2

### Folge 4 (2. Februar 2019)
In der vierten Ausgabe waren diese Experten für die Runde 1 dabei:
- 1A: Norbert Blüm (Konrad Adenauer)
- 1B: Harald Krassnitzer (Wien)
- 1C: Stefanie Hertel (ABBA)[20]
- 1D: Antoine Monot, Jr. (Heidi)

| Kandidaten | Kandidaten                                                                                           | Ergebnis | Ergebnis     | Ergebnis     | Ergebnis   |
| ---------- | --- | -------- | ------------ | ------------ | ---------- |
| 1          | Sandra Pfeiffer (38), Reinbek, Mitarbeiterin in der Strategieabteilung eines Windturbinenherstellers | 1A       |              |              |            |
| 2          | Julian Groenwoldt (40), Ahrensburg, Business Development Manager Vertrieb                            | 1B       | Das Publikum | Die Giganten |            |
| 3          | Elmar Mäder (55), Henau, Jurist und Verwaltungsratssekretär                                          | 1C       |              |              |            |
| 4          | Manfred Lachmann (54), Forchheim, Tanzlehrer                                                         | 1D       | Das Publikum | Die Giganten | Das Finale |
| 5          | Claudia Lösch (30), Innsbruck, Marketingassistentin                                                  | 1C       | Das Publikum | Die Giganten | Das Finale |
| 6          | Andreas Urh (60), Sankt Augustin, Lehrer für Mathematik und Physik                                   | 1B       |              |              |            |
| 7          | Markus Klein (50), Ittigen, IT-Consultant                                                            | 1D       | Das Publikum | Die Giganten | Das Finale |

Keiner der drei Finalisten konnte im Finale alle fünf Fragen richtig beantworten und 100.000 Euro gewinnen.

### Folge 5 (27. April 2019)
In der fünften Ausgabe waren diese Experten für die Runde 1 dabei:
- 1A: Sabine Christiansen (Die Kennedys)
- 1B: Christian Berkel (Friedrich Schiller)
- 1C: Marco Rima (Australien)
- 1D: Moritz Bleibtreu (Louis de Funès)

| Kandidaten | Kandidaten                                                                              | Ergebnis | Ergebnis     | Ergebnis     | Ergebnis   |
| ---------- | --------------------------------------------------------------------------------------- | -------- | ------------ | ------------ | ---------- |
| 1          | Nicola Baumann (34), Köln, Jetpilotin und Unternehmensberaterin                         | 1B       | Das Publikum | Die Giganten |            |
| 2          | Peter Dietrich (51), Bochum, Facharzt für Orthopädie, manuelle Medizin und Sportmedizin | 1C       | Das Publikum | Die Giganten | Das Finale |
| 3          | Thomas Schempp (51), Richterswil, Softwareentwickler                                    | 1A       |              |              |            |
| 4          | Gottfried Bauer (47), Andorf, Exportmanager                                             | 1D       | Das Publikum | Die Giganten | Das Finale |
| 5          | Stefanie Kürten (35), Erlangen, Dozentin und Forscherin                                 | 1C       |              |              |            |
| 6          | Pavel Černoch (49), Brüssel, EU-Beamter, Historiker und ehemalige Diplomat              | 1A       | Das Publikum |              |            |
| 7          | Stefan Bregy (35), Aarau, Versicherungsmathematiker                                     | 1B       |              |              |            |
| 8          | Martin Horn (34), Freiburg im Breisgau, Oberbürgermeister von Freiburg                  | 1D       | Das Publikum | Die Giganten |            |
| 9          | Norbert Stütler (43), Birgitz, Richter                                                  | 1A       |              |              |            |

Im Finale konnten beide Finalisten jeweils alle fünf Fragen richtig beantworten. In der Stichfrage setzte sich Gottfried Bauer gegen Peter Dietrich durch und gewann die 100.000 Euro.

## Staffel 3

### Folge 6 (24. August 2019)
In der sechsten Ausgabe waren diese Experten für die Runde 1 dabei:
- 1A: Christian Sievers (Donald Trump)
- 1B: Beatrice Egli (Schlager)[30]
- 1C: Dagmar Koller (Wiener Opernball)
- 1D: Henry Maske (Muhammad Ali)

| Kandidaten | Kandidaten                                                       | Ergebnis | Ergebnis     | Ergebnis     | Ergebnis   |
| ---------- | ---------------------------------------------------------------- | -------- | ------------ | ------------ | ---------- |
| 1          | Dirk Vielhuber (57), München, Jurist                             | 1D       |              |              |            |
| 2          | Nicholas Martin (34), Graz, Fotograf und Kneipenquizveranstalter | 1A       | Das Publikum | Die Giganten | Das Finale |
| 3          | Jesca Li Baumann (36), Zürich, Bloggerin und Visagistin          | 1B       |              |              |            |
| 4          | Moritz Freiherr Knigge (50), Steinkrug, Autor und Redner         | 1C       |              |              |            |
| 5          | Damian Wierling (23), Essen, Schwimmsportler                     | 1C       | Das Publikum | Die Giganten | Das Finale |
| 6          | Philippe Macherel (62), Basel, Arzt                              | 1D       |              |              |            |
| 7          | Katharina Turecek (35), Wien, Dozentin und Forscherin            | 1B       | Das Publikum | Die Giganten | Das Finale |
| 8          | Nina Zimmer (46), Bern, Kunsthistorikerin und Museumsdirektorin  | 1A       | Das Publikum | Die Giganten | Das Finale |

Im Finale beantwortete Nicholas Martin als Einziger alle fünf Finalfragen richtig und gewann somit die 100.000 Euro.

### Folge 7 (15. Februar 2020)
In der siebten Ausgabe waren diese Experten für die Runde 1 dabei:
- 1A: Tim Mälzer (Heimatküche)
- 1B: Barbara Wussow (Michelangelo)
- 1C: Kaya Yanar (Queen)
- 1D: Thomas Helmer (Fußball-Europameisterschaften)

| Kandidaten | Kandidaten                                                       | Ergebnis | Ergebnis     | Ergebnis     | Ergebnis   |
| ---------- | ---------------------------------------------------------------- | -------- | ------------ | ------------ | ---------- |
| 1          | Julian Wirth (30), Sünching, BWL-Student und Maschinenbaumeister | 1A       | Das Publikum |              |            |
| 2          | Martin Trinker (38), Graz, Biotechnologe                         | 1B       | Das Publikum | Die Giganten | Das Finale |
| 3          | Karin Patton (44), Wuppenau, Anästhesiepflegefachfrau            | 1C       |              |              |            |
| 4          | Herwig Baier (54), Planegg, Abteilungsleiter                     | 1B       | Das Publikum | Die Giganten |            |
| 5          | Wolf-Hildebrand Moser (76), Schöppenstedt, Opernsänger           | 1D       |              |              |            |
| 6          | Alexander Radatz (46), Linz, Rezeptionist in einem Krankenhaus   | 1C       | Das Publikum | Die Giganten | Das Finale |
| 7          | Maria Bienentreu (60), Gossau, Theologin                         | 1A       |              |              |            |
| 8          | Michael Wenger (47), Wangen, Meeresbiologe                       | 1D       | Das Publikum | Die Giganten |            |

Im Finale beantwortete Alexander Radatz als einziger alle fünf Finalfragen richtig und gewann somit die 100.000 Euro.

## Ländervergleich
| nach 7 Folgen         | Gesamt        | Deutschland | Österreich    | Schweiz       | Belgien |
| --------------------- | ------------- | ----------- | ------------- | ------------- | ------- |
| Anzahl der Kandidaten | 100058 (56) 1 | 30          | 100011 (10) 1 | 100016 (15) 1 | 1       |
| Finalteilnahmen       | 14            | 5           | 6             | 3             | 0       |
| 100.000 Euro gewonnen | 5             | 1           | 3             | 1             | 0       |

## Quoten in Deutschland
| Folge | Datum             | Zuschauer Gesamt | 14 bis 49 Jahre | Marktanteil Gesamt | 14 bis 49 Jahre |
| ----- | ----------------- | ---------------- | --------------- | ------------------ | --------------- |
| 1     | 8. September 2018 | 4,21 Mio.        | 0,69 Mio.       | 17,6 %             | 10,2 %          |
| 2     | 6. Oktober 2018   | 3,94 Mio.        | 0,79 Mio.       | 15,1 %             | 09,7 %          |
| 3     | 10. November 2018 | 3,96 Mio.        | 0,82 Mio.       | 14,4 %             | 07,4 %          |
| 4     | 2. Februar 2019   | 4,29 Mio.        | 0,78 Mio.       | 15,0 %             | 09,5 %          |
| 5     | 27. April 2019    | 4,08 Mio.        | 0,81 Mio.       | 14,4 %             | 09,7 %          |
| 6     | 24. August 2019   | 3,76 Mio.        | 0,61 Mio.       | 18,2 %             | 10,8 %          |
| 7     | 15. Februar 2020  | 3,56 Mio.        | 0,65 Mio.       | 13,4 %             | 09,3 %          |